# Asilus viridis
Asilus viridis är en tvåvingeart som beskrevs av Geoffroy 1785. Asilus viridis ingår i släktet Asilus och familjen rovflugor.
Artens utbredningsområde är Frankrike. Inga underarter finns listade i Catalogue of Life.